# El reino de Dios está en vosotros
El reino de Dios está en vosotros (en ruso, Царство Божие внутри вас, [Tsarstvo Bózhiye vnutrí vas]) es un libro de León Tolstói que fue publicado por primera vez en Alemania en 1894 tras ser censurado en su país de origen, Rusia. Esta obra maestra es el culmen del pensamiento cristiano de Tolstói, que desarrolla una sociedad ideal guiado por la interpretación que extrae de las enseñanzas de Cristo (según Tolstói la verdadera, en oposición a la interpretación apostólica).

## Propósito
El título del libro fue tomado de una cita de Lucas 17:21. En este libro, Tolstói habla del principio de no-resistencia en oposición a la violencia, siguiendo las enseñanzas de Jesús. Lo que intentaba Tolstói era separar el cristianismo ortodoxo ruso (según él, demasiado involucrado en el Estado) de lo que él creía el verdadero mensaje de Jesucristo, el mensaje que figura en los evangelios (véase Sermón de la montaña).
Tolstói sostiene que todos los países que defienden la guerra están contradiciendo los principios fundamentales del cristianismo. Esto debido a los principios expuestos en los evangelios por Cristo de "No resistáis el mal" (Mateo 5:39) y el alentar a poner la otra mejilla  (Mateo 6:29) son incompatibles con el ejercicio de la violencia. La apertura al sufrimiento y el perdón incondicional serían irreconciliables con el papel que la iglesia a lo largo de la historia, que no sólo promovía la guerra, el asesinato y la violencia sino que además pretendía hacerlo en nombre de Cristo quien directamente les había enseñado la no violencia. Señala Tolstói como inicio de esta degeneración el momento en que el Cristianismo se hizo religión del Imperio Romano.
También afirma que cuando Cristo habló de «dar la otra mejilla» lo hacía explícitamente, no simbólicamente y por tanto dando lugar a falsas interpretaciones, como la que otorgaron a esta frase los romanos o los académicos medievales que, según Tolstói, sólo intentaban limitar su significado para restar importancia a las muertes que provocaban sus guerras. Sobre esto así escribió:

¿Cómo puedes matar a alguien, cuando la voluntad de Dios dice: ‘No matarás’?
León Tolstói, El reino de Dios está en vosotros

Podemos ver la gran discrepancia que existía entre las ideas de Cristo que Tolstói creía verdaderas y aquellas que promovía la Iglesia. Así dirá Tolstói que la Iglesia no profesa las verdaderas enseñanzas de Jesús:

En ningún lugar podemos encontrar, excepto en la afirmación de la Iglesia, que Dios o Cristo desearan fundar nada parecido a lo que los eclesiásticos entienden por Iglesia.
León Tolstói, El reino de Dios está en vosotros

## Influencia
En El reino de Dios está en vosotros León Tolstói expone cómo la no resistencia es una de las claves de la doctrina cristiana. Esta idea de la no resistencia se encuentra en el «Sermón de la montaña» pronunciado por Jesús de Nazaret. Según el autor y filósofo ruso este discurso estipula los pilares básicos del cristianismo. En dicho sermón Jesús de Nazaret dice «Se os ha dicho ojo por ojo y diente por diente, pero yo os digo cuando os den en una mejilla poned la otra» o «Amad a vuestros enemigos».
Como Tolstói explica y argumenta detalladamente en el libro, la Iglesia ha pervertido las enseñanzas de Jesús de Nazaret y ha hecho posible conciliar dos conceptos totalmente incompatibles: violencia y religión.
El escritor ruso también matiza todos los episodios relacionados con los milagros que encontramos en el Nuevo Testamento, porque considera que estos milagros no son más que añadidos posteriores y metáforas para facilitar la comprensión del mensaje a masas analfabetas. Estos añadidos según Tolstói son reflejo de que los hombres no comprendieron la fuerza de la doctrina de Cristo y recurrieron a toda clase de milagros mágicos para justificar su divinidad.
El libro tuvo una profunda influencia en Gandhi, quien declaró:

«El reino de Dios está en ti», de Tolstoy, me abrumó, dejándome una impresión imborrable.
Mahatma Gandhi

El libro influyó a Gandhi a la hora de idear la satyagraha o resistencia no violenta. Esta oposición no violenta fue una de las claves en la eficiencia de las campañas de Gandhi cuando lideró la independencia de la India de la Gran Bretaña.
La obra fue censurada en Rusia, aunque circuló clandestinamente, fue ampliamente discutida por la crítica rusa, y publicada en Alemania, Francia, Inglaterra y Estados Unidos. En muchos países como España o Italia la obra fue censurada o prohibida.
En la edición publicada por la Editorial Kairós (España, 2010) se incluye la correspondencia que mantuvieron Tolstói y Gandhi.

## Traducción al español
Después de muchos años de censura, en el año 2010 (coincidiendo con el centenario de la muerte del Tolstói), El reino de Dios está en vosotros ha sido traducido al español por Joaquín Fernández-Valdés Roig-Gironella y publicado por la Editorial Kairós.
En marzo de 2011 esta traducción ha obtenido una mención especial del jurado en el premio "La literatura rusa en España" por la mejor traducción de una obra de la literatura rusa al español, que concede la Fundación Borís Yeltsin.